# Biserica fortificată din Vărd

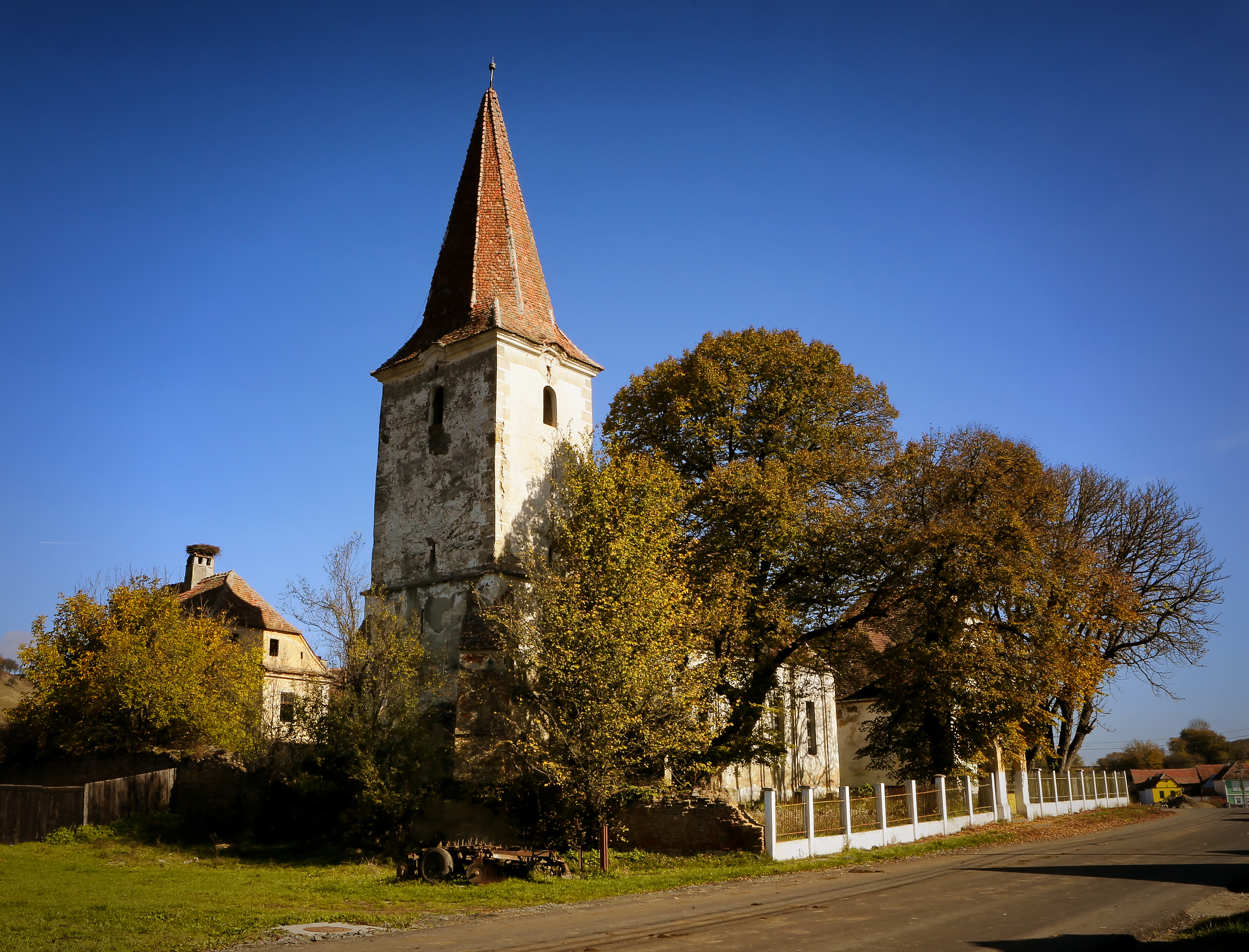
Biserica evanghelică din Vărd (2015)

Biserica evanghelică din Vărd este situată în satul Vărd, din comuna Chirpăr, județul Sibiu. Biserica a fost construită în secolul al XIII-lea și figurează pe lista monumentelor istorice 2010 sub codul cod LMI SB-II-m-B-12583.

## Atestare
Biserica este atestată documentar din anul 1319, într-un document care specifică hramul Sfânta Maria (ecclesia sanctae Mariae de Wert).

## Descriere
Biserica cu hramul Sfintei Maria a fost construită în stil romanic în secolul al XIII-lea. Turnul de apărare, care adăpostește și clopotnița, a fost ridicat în anul 1438, el fiind adosat fațadei de vest. Biserica a suferit multiple modificări în jurul anului 1853. În biserică și în turnul fortificat se găsesc o mulțime de inscripții împreună cu datări diverse, începând de la tocurile ușilor până pe lemnăria roasă de carii a podului sau pe bârnele de susținere ale caturilor turnului.
În anul 2011 edificiul religios se afla într-o stare avansată de degradare, umezeala și egrasia măcinând zidurile și întreaga structură. În urmă cu 15 ani (1996), în biserică se mai regăseau piese importante religioase de o valoare inestimabilă: altarul, cristelnița din bronz, steaguri, două tablouri cu primul și al doilea război mondial, orgă. Pentru protejarea lor, ele au fost mutate la Sibiu, în biserică rămânând doar soclul oval al cristelniței și suportul altarului. Biserica nu mai avea geamuri, locul lor fiind luat de panouri din scânduri care protejau edificiul de hoți și de furtuni.
Un fapt remarcabil este existența unei rețele de tuneluri care pornesc de sub altar și duc spre 30 de case din localitate.
Aspectul actual al bisericii este datorat lucrărilor de refacere a edificiului din anul 1853, moment în care toată partea de sud și est a ei a fost modificată structural.
Casa parohială aflată lângă biserică păstrează elemente arhitectonice ce pot fi regăsite și la casa Brukenthal din Nocrich precum și la conacul Brukenthal din Micăsasa.

## Fortificația
Odinioară edificiul religios avea o incintă fortificată sub formă dreptunghiulară. Incinta era întărită de către două turnuri de apărare, unul în partea estică și celălalt în partea sud-vestică a ei. Fortificația s-a prăbușit parțial în anul 1877, urmând ca, ulterior, ea să fie demolată de către localnici în 1924 și mai apoi între anii 1953-1954. În prezent incinta fortificată este inexistentă, urme slab vizibile a unor amprente de ziduri mai putând fi observate în vestul bisericii.